# Горњи Теслић
Горњи Теслић је насељено мјесто у општини Теслић, Република Српска, БиХ. Према попису становништва из 2013. у насељу је живјело 1.887 становника.

## Географија
Налази се уз магистрални пут М4 који повезује Добој и Бањалуку. Са сјеверне стране се пружа до ријеке Мале Усоре, а са западне до рјечице Јасенове. С источне стране се преплиће са насељем Ђулићи, док је с јужне стране широким појасом обронака планине Борја одвојено од удаљеног насеља Кузмани.

## Инфраструктура
- У насељу постоји петогодишња основна школа, подручно одјељење Основне школе „Иво Андрић” у Ђулићима.
- Мјесто има поштанску канцеларију број 74272.
- Више занатских и угоститељских објеката.

## Становништво
| Демографија | Демографија | Демографија |
| Година      | Становника  | Становника  |
| ----------- | ----------- | ----------- |
| 1961.       | 723         |             |
| 1971.       | 1.027       |             |
| 1981.       | 1.345       |             |
| 1991.       | 1.489       |             |
| 2013.       | 1.887       |             |